# Stow, England
Stow är en ort och civil parish i Storbritannien.   Den ligger i grevskapet Lincolnshire och riksdelen England, i den sydöstra delen av landet, 200 km norr om huvudstaden London. Stow ligger 17 meter över havet och antalet invånare är 355.
Terrängen runt Stow är platt. Runt Stow är det ganska tätbefolkat, med 104 invånare per kvadratkilometer. Närmaste större samhälle är Lincoln, 13,9 km sydost om Stow. Trakten runt Stow består till största delen av jordbruksmark.